# Džibutská vlajka

Džibutská vlajka
Poměr stran: 2:3 nebo ~21:38

Vlajka Džibutska se skládá ze dvou vodorovných pruhů, horního světle modrého a dolního zeleného, mezi něž je vsunut žerďový klín bílé barvy, zasahujícího do poloviny délky vlajky, s červenou hvězdou.
Zelená barva symbolizuje zemi, modrá moře a nebe, bílá je symbolem míru a hvězda symbolizuje jednotu. Poprvé byla vlajka vztyčena v den vyhlášení nezávislosti 27. července 1977.

## Galerie

Vlajka Adalského sultanátu (1415–1577) Poměr stran: 1:2
Vlajka Francouzského Somálska (1896–1977) Poměr stran: 2:3